# The Order (Album)
The Order ist ein Jazzalbum von Luke Stewart und dem Silt Remembrance Ensemble. Die am 24. September 2023 entstandenen Aufnahmen erschienen am 25. April 2025 auf Cuneiform Records.

## Hintergrund
Der Bassist Luke Stewart führte in dem Silt Remembrance Ensemble Künstler aus zwei verschiedenen Bandprojekten zusammen, zwei Musiker seines Remembrance Quintet (das 2023 auf seinem gleichnamigen Album vorgestellt wurde) mit Jamal Moore an Holzblasinstrumenten und Perkussion sowie Daniel Carter (Altsaxophon und Flöte) und zwei Musiker des Silt Trio mit dem Saxophonisten Brian Settles und dem Schlagzeuger Chad Taylor.

## Titelliste
- Luke Stewart / Silt Remembrance Ensemble: The Order (Cuneiform Records – Rune 534)[1]

1. Memory 2:05
2. Remember 5:07
3. River Road 6:56
4. Survive 6:35
5. Repeat 2:09
6. Silt Remembrance 6:02
7. Lion’s Den 7:27
8. Claimed 5:46
9. The Order 2:20
10. Commandments 6:58
11. Chain Gang 7:37
12. Attention 11:56
13. The Poet 4:29

Die Kompositionen stammen von Luke Stewart.

## Rezeption

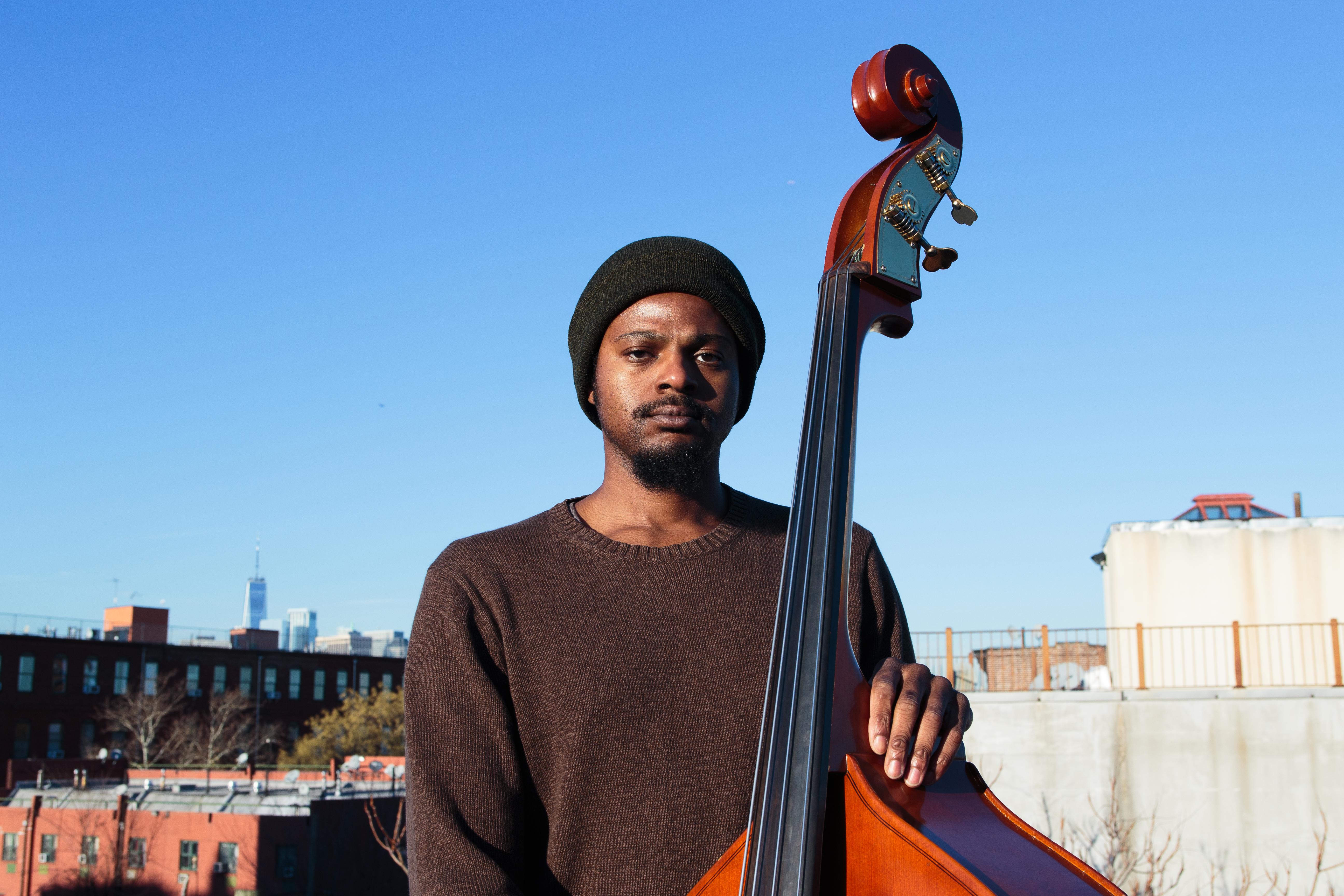
Luke Stewart (2021)

Obwohl jede [der beteiligten] Gruppen bereits ein Album veröffentlicht hat, würde dieses Album wie neues Material wirken, schrieb Phil Freeman (Ugly Beauty/Stereogum). Es sei nicht nur ein Dokument der Aufführung; die Musik wurde neu arrangiert, um ein umfassendes künstlerisches Statement zu schaffen. Silt Remembrance werde von einem wirbelnden Taylor-Beat getragen, über dem die drei Saxophonisten freie, aber verankerte Soli spielen und ihre Linien umeinander winden, während die rhythmische Energie mit jedem Moment zunehme. Es sei zwar sprödes, aber mitreißendes Material.
Nach Ansicht von Michael J. West, der The Order im Down Beat besprach und mit viereinhalb Sternen sehr hoch bewertete, würden die Melodien zu den mitreißenden, organischen Grooves tendieren, die die beiden Alben des Silt Trios prägten. Dennoch weise es die breitere Palette an Texturen, die lebhaftere Interaktion und die poetischen Erweiterungen des Remembrance Quintet auf; und auch die eindrucksvollen literarischen und gesprochenen Beiträge von No Land („Memory“) und Janice Lowe („The Order“) würden hervorstechen, ebenso wie Stewarts Stimme auf „Repeat“. Doch selbst Mash-up-Ensembles wie dieses seien mehr als die Summe ihrer Teile. Die eigene Identität von Silt Remembrance zeige sich deutlich; beginnend mit Carters blökendem Alt, der über einem afrikanisch inspirierten Rhythmus tanzt, bald bei allen drei Saxophonisten, die sich wild miteinander auseinandersetzen, wobei der Kontrapunkt einer kooperativen Entwicklung sich hin und wieder zurück entwickle. Während sie allmählich zusammenwachsen, divergierten Bass und Schlagzeug zunehmend und schufen ein lockereres Gerüst, das nie ganz frei werde, bevor es sich in einem weiteren entschlossenen Groove wieder vereine.